# Fons-sur-Lussan
Fons-sur-Lussan é uma comuna francesa na região administrativa de Occitânia, no departamento de Gard. Estende-se por uma área de 10,49 km². Em 2010 a comuna tinha 240 habitantes (densidade: 22,9 hab./km²).